# Oxyopes nilgiricus
Oxyopes nilgiricus är en spindelart som beskrevs av Sherriffs 1955. Oxyopes nilgiricus ingår i släktet Oxyopes och familjen lospindlar.
Artens utbredningsområde är Sri Lanka. Inga underarter finns listade i Catalogue of Life.